# Cosmos (álbum)
Cosmos é o nono álbum de estúdio da banda japonesa de rock Buck-Tick, lançado em 21 de junho de 1996 pela Victor Entertainment. Foi remasterizado digitalmente e relançado em 19 de setembro de 2002, com duas faixas bônus.
Em 5 de setembro de 2007, foi remasterizado e relançado novamente, desta vez em formato de disco de vinil.
A canção "Sane" foi regravada em 2011 e relançada em 23 de maio de 2012 no single Elise no Tame ni.

## Recepção
Alcançou a sexta posição nas paradas da Oricon e vendeu cerca de 170,000 cópias.

## Faixas
| N.º            | Título                     | Letras         | Música         | Duração |  |
| 1.             | "Maria"                    | Sakurai        | Imai           | 3:49    |  |
| 2.             | "Candy" (キャンディ)       | Sakurai        | Imai           | 4:23    |  |
| 3.             | "Chocolate" (チョコレート) | Sakurai        | Hide           | 4:00    |  |
| 4.             | "Sane"                     | Sakurai        | Imai           | 4:34    |  |
| 5.             | "Tight Rope"               | Sakurai        | Imai           | 5:13    |  |
| 6.             | "Idol"                     | Sakurai        | Imai           | 4:54    |  |
| 7.             | "Living on the Net"        | Imai           | Imai           | 4:07    |  |
| 8.             | "Foolish"                  | Sakurai        | Imai           | 3:56    |  |
| 9.             | "In"                       | Sakurai        | Hide           | 4:32    |  |
| 10.            | "Ash-ra"                   | Sakurai        | Imai           | 5:08    |  |
| 11.            | "Cosmos"                   | Sakurai        | Imai           | 5:01    |  |
| Duração total: | Duração total:             | Duração total: | Duração total: | 49:41   |  |

| Faixas bônus da remasterização digital de 2002 |                             |         |  |
| N.º                                            | Título                      | Duração |  |
| 12.                                            | "Candy" (Versão single)     | 4:23    |  |
| 13.                                            | "Chocolate" (Versão single) | 4:05    |  |

## Ficha técnica
- Atsushi Sakurai - vocais principais
- Hisashi Imai - guitarra solo, vocais de apoio
- Hidehiko "Hide" Hoshino - guitarra rítmica, teclado, vocais de apoio
- Yutaka "U-ta" Higuchi - baixo
- Toll Yagami - bateria
- produzido por Buck-Tick

### Músicos adicionais
- Kazutoshi Yokoyama - teclado, piano e vocais de apoio

### Produção
- Junichi Tanaka - direção
- Toshihiro Nara - ritmo e co-produção
- Koniyang - gravação e masterização
- Shinichi Ishizuka - mixação de "Chocolate"
- Takafumi Muraki, Naoki Toyoshima - produtores executivos
- Hitoshi Hiruma; Takahiro Uchida - engenharia
- Ken Sakaguchi - design gráfico
- Nicci Keller, Alan Solon - fotografia
- Tomoharu Yagi - estilista
- Yuchiro Soshi - coordenador visual
- Masatoshi Ohoka - promotor